# Frau Ava Literaturpreis
Der Frau Ava Literaturpreis wird seit 2003 alle zwei Jahre an eine deutsch schreibende Autorin verliehen. Er wird von der nicht gewinnorientierten Frau Ava Gesellschaft für Literatur ausgeschrieben, die im Dezember 2001 eigens dazu gegründet wurde, diesen Preis zu etablieren. Den Anlass dazu bot der bevorstehende 875. Todestag Ava von Göttweigs, der ersten namentlich bekannten deutschsprachigen Dichterin. Die Gesellschaft setzt sich aus Privatpersonen sowie Vertretern der österreichischen Gemeinden Paudorf und Furth bei Göttweig zusammen, der Wirkungsstätte von Frau Ava.
Der Preis wird für einen Prosatext vergeben, der sich auf neuartige und innovative Weise in Sprache und Form mit Themen im Spannungsfeld von Spiritualität, Religion und Politik auseinandersetzt und sich an erwachsene und junge Leser wendet. Bewerberinnen müssen bereits mindestens einen Lyrik- oder Prosaband veröffentlicht haben, wobei im Eigenverlag erschienene Werke unberücksichtigt bleiben. Über die Vergabe entscheidet eine österreichische Fachjury.
Der Preis besteht aus einer vom Paudorfer Bildhauer Leo Pfisterer geschaffenen Statuette „Frau Ava“ sowie der Finanzierung einer Lesereise durch Österreich und einer Öffentlichkeitskampagne für die Gewinnerin. Dafür stellt die Frau Ava Gesellschaft für Literatur Mittel in der Höhe von etwa 10.000 Euro zur Verfügung. Der Preis ist nicht in Bargeld ablösbar.

## Preisträgerinnen
- 2003: Irma Krauß für Der Verdiener
- 2005: Elisabeth Ebenberger für Reigen unseliger Geister
- 2007: Karin Bruder für Servus
- 2009: Marjana Gaponenko für rosa canina
- 2011: Ruth Johanna Benrath für Wimpern aus Gras
- 2013: Corinna Antelmann für Maja hasst Bienen
- 2015: Ursula Wiegele für den Auszug aus einem aktuellen Romanprojekt
- 2017: Katharina Bendixen für die Erzählungen Mein weißer Fuchs und Unsterblich
- 2019: Claudia Bitter für einen Romanauszug aus Leben, plus, minus
- 2021: Gertrude Maria Grossegger für den Text Augen machen
- 2023: Simone Hirth für den Text 5 oder: Das Gedicht über nichts